# Цветок и нож
«Цветок и нож» (укр. «Квітка й ніж») — сімнадцятий сингл російсько-українського гурту «ВІА Гра», пізніше був включений до складу збірки «Поцелуи». Це останній відеокліп за участю Віри Брежневоі та Ольги Корягіноі.

## Відеокліп
Сімнадцятий кліп гурту «ВІА Гра».

## Нагороди
- Золотий грамофон 2007.

## Знімальна група
- Дівчина, що йде під дощем — Віра Брежнєва
- Дівчина в готелі — Ольга Корягіна
- Дівчина-ув'язнена — Альбіна Джанабаєва
- Юнак — Олександр Мащук
- Режисер і автор сценарію: Алан Бадоєв
- Продюсер: Дмитро Костюк
- Оператор: Ярослав Пілунський
- Стилист: Ольга Навроцька
- Візажист: Тетяна Харькова
- Hair-стилист: Сергій Троско